# Sergentomyia goodmani
Sergentomyia goodmani är en tvåvingeart som beskrevs av Leger, Depaquit och Robert 2005. Sergentomyia goodmani ingår i släktet Sergentomyia och familjen fjärilsmyggor.
Artens utbredningsområde är Madagaskar. Inga underarter finns listade i Catalogue of Life.